# Michał Okła
Michał Okła (ur. 29 września 1953 w Skarżysku-Kamiennej, zm. 2 października 2016 tamże) – polski polityk, lekarz, działacz samorządowy, senator VI i VII kadencji.

## Życiorys
Syn Henryka i Kazimiery. Ukończył studia na Wydziale Lekarskim Akademii Medycznej w Białymstoku. Od 1977 pracował w Zespole Opieki Zdrowotnej w Skarżysku-Kamiennej. Od 1989 do czerwca 2005 był dyrektorem tej placówki. W latach 1991–2005 pełnił funkcję rzecznika odpowiedzialności lekarskiej, był także delegatem do Świętokrzyskiej Izby Lekarskiej.
Kandydował do Senatu w 1991 z ramienia Kongresu Liberalno-Demokratycznego. W latach 1990–1994 zasiadał w radzie miasta Skarżysko-Kamienna, był także członkiem zarządu miasta i radnym powiatu skarżyskiego. W latach 2002–2005 pełnił funkcję radnego Sejmiku Województwa Świętokrzyskiego z listy koalicji POPiS. Objął funkcję przewodniczącego rady nadzorczej Fundacji Daj Szansę. Był członkiem NSZZ „Solidarność” oraz Platformy Obywatelskiej.
W 2005 z listy Platformy Obywatelskiej został wybrany na senatora VI kadencji w okręgu kieleckim. W wyborach parlamentarnych w 2007 po raz drugi uzyskał mandat senatorski, otrzymując 136 787 głosów. W 2011 bez powodzenia ubiegał się o reelekcję z własnego komitetu wyborczego.
Był żonaty, miał troje dzieci. 6 października 2016 został pochowany w rodzinnym grobowcu na cmentarzu parafialnym w Skarżysku-Kamiennej.